# Браун, Роберта
Роберта Джоанн Браун (англ. Roberta Joanne Brown; 12 апреля 1947, Сиэтл, Вашингтон — 4 августа 1981, Диллингхем) — американская легкоатлетка, специалистка по метанию копья. Выступала за сборную США по лёгкой атлетике в начале 1970-х годов, обладательница бронзовой медали Панамериканских игр, победительница и призёрка первенств национального значения, участница летних Олимпийских игр в Мюнхене.

## Биография
Роберта Браун родилась 12 апреля 1947 года в Сиэтле, штат Вашингтон.
Занималась лёгкой атлетикой во время учёбы в Университете штата Калифорния в Сан-Диего, выступала за команды San Diego State Aztecs и San Diego Lancerettes.
С конца 1960-х годов входила в число сильнейших американских копьеметательниц, успешно выступала на чемпионатах США по лёгкой атлетике.
Первого серьёзного успеха на международном уровне добилась в сезоне 1971 года, когда вошла в состав американской сборной и выступила на Панамериканских играх в Кали, где в метании копья завоевала бронзовую награду, уступив только кубинке Томасе Нуньес и соотечественнице Шерри Калверт. Тогда же выиграла матчевую встречу со сборной Африки на арене Дьюкского университета и установила свой личный рекорд в метании копья — 56,79 метра.
В 1972 году выиграла серебряную медаль на чемпионате США в Кантоне, стала третьей на национальном олимпийском отборочном турнире в Юджине — тем самым удостоилась права защищать честь страны на летних Олимпийских играх в Мюнхене. На Олимпиаде в ходе предварительного квалификационного этапа метнула копьё на 47,88 метра, чего оказалось недостаточно для выхода в финал.
Получив педагогическое образование, собиралась работать учителем физического воспитания, но по настоянию отца устроилась в компанию Singer General Precision в Сан-Маркосе. Позднее получила лицензию пилота и стала совершать коммерческие рейсы в компании Sea Airmotive в городе Бетел, Аляска. Впоследствии перебралась в Диллингхем, где работала пилотом в компании Kodiak Western.
4 августа 1981 года Браун поднялась в небо на своём самолёте и разбилась. Её тело обнаружили той же ночью на месте крушения.